# Elisa Cusma Piccione
Elisa Cusma Piccione (Bolonia, Italia, 24 de julio de 1981) es una atleta italiana especializada en la prueba de 800 m, en la que consiguió ser medallista de bronce europea en pista cubierta en 2009.

## Carrera deportiva
En el Campeonato Europeo de Atletismo en Pista Cubierta de 2009 ganó la medalla de bronce en los 800 metros, con un tiempo de 2:02.23 segundos, tras las rusas Mariya Savinova (oro con 1:58.11 segundos) y Oksana Zbrozhek.